# Friedrich August Schulze

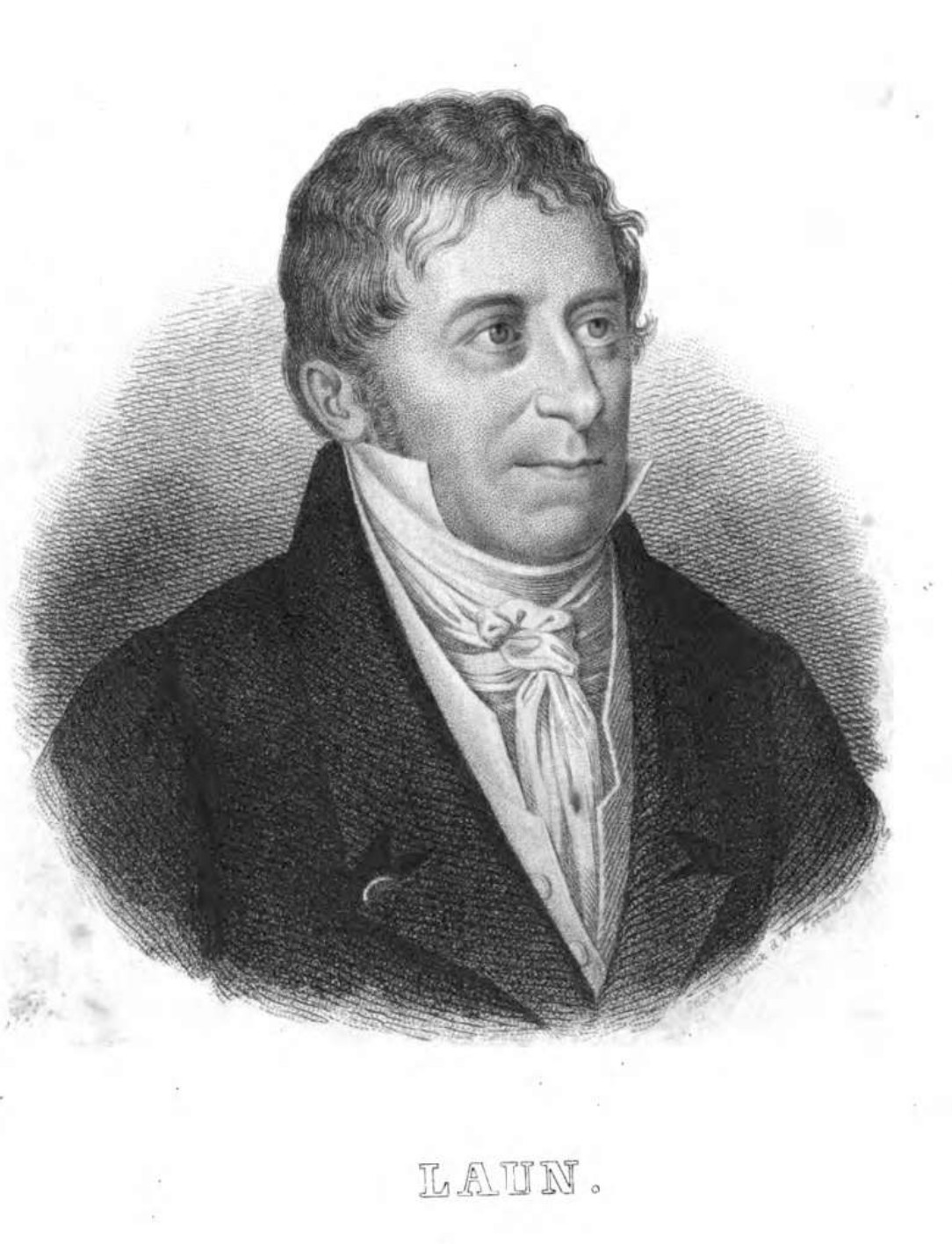
Friedrich August Schulze

Friedrich August Schulze (bekannt vor allem unter dem Pseudonym Friedrich Laun; geboren am 1. Juni 1770 in Dresden; gestorben am 4. September 1849 ebenda) war ein deutscher Unterhaltungsschriftsteller. Zusammen mit August Apel war er Autor des Gespensterbuchs, dessen Erzählung Der Freischütz  Vorlage für das Libretto von Webers Oper war.

## Leben
Schulzes Vater besaß ein Bankgeschäft, verspekulierte sich jedoch, verschwand und blieb fortan unauffindbar, worauf sich die Mutter gezwungen sah, das vom Ruin bedrohte Geschäft in die Hände zu nehmen und so das Auskommen der Familie zu sichern. Der Sohn Friedrich August sollte einen praktischen Beruf ergreifen und Kaufmann werden, dem Wunsch von Mutter und Stiefvater Friedrich Egg entsprechend wurde Schulze also zunächst Akzessist in der kurfürstlichen Finanzkanzlei, die Tätigkeit entsprach ihm jedoch nicht. 1798 gab er die Stelle auf und begann ein Studium an der Universität Leipzig, wo er sich mit juristischen, philosophischen und historischen Fragen beschäftigte. Zur Finanzierung seines Studiums verfasste er Unterhaltungsromane. Das erste Werk dieser Art, Die grauen Brüder oder der Bund der Schrecklichen, eine dem aktuellen Interesse der Zeit entsprechende Geheimbundgeschichte, war bereits 1795 erschienen. Zur Schriftstellerei hatte ihn der Jurist und Publizist Georg Friedrich Rebmann ermuntert, den Schulze in der Richterschen Buchhandlung kennengelernt hatte.
In der Folge entwickelte Schulze sich zu einem überaus produktiven Autor, der fast 200 Werke verfasste, dazu gehören Romane, Dramen, Gedichte, Novellen und Erzählungen. Allein Goedeke führt 145 Titel auf. Mit seinen dramatischen Arbeiten hatte er wenig Erfolg, seine erzählerischen Werke dagegen wurden vom Publikum durchaus geschätzt. Neben seinen zahlreichen Romanen gehörten dazu ab 1835 vor allem kleinere Beiträge in Taschenbüchern, Zeitschriften und Journalen. Themen sind neben historischen und phantastischen Geschichten häufig Familienkonflikte des gehobenen Bürgertums und des niederen Adels, in denen sich ein zunehmendes Selbstbewusstsein des Bürgertums reflektierte.
1807 wurde er wieder Beamter und Sekretär bei der Landesökonomie-Manufactur und Commercien-Deputation. Das Amt, in dem er 1820 die Stellung eines Kommissionsrates errang, scheint ihn nicht an ausgedehnter schriftstellerischer Tätigkeit gehindert zu haben. Außerdem gründete er einen literarisch-geselligen Verein, den Liederkreis, der im Dresdner Kulturleben viel von sich reden machte. Überhaupt war Schulze im literarische Leben Dresdens und darüber hinaus durchaus vernetzt, so war er bekannt mit Friedrich Kind, E. T. A. Hoffmann, Jean Paul, Friedrich Schlegel und mit Ludwig Tieck, der ein Vorwort zu seinen gesammelten Schriften verfasste, in dem er Schulze einen „Lieblingsschriftsteller der Nation“ nannte. Darüber hinaus pflegte er freundschaftlichen Kontakt zu mehreren Buchhändlern und Verlegern, darunter Sander in Berlin, Cotta in Tübingen und Tauchnitz in Leipzig.
Die zeitgenössischen Kritik war anfangs durchaus freundlich, vor allem in späteren Jahren aber eher negativ. Man scheint ihm die mangelnde Teilnahme an der nationalen Begeisterung im Zeitalter der Befreiungskriege nachträglich sehr verübelt zu haben. So urteilte 1891 die Allgemeine Deutsche Biographie: „Die große Bewegung der Freiheitskriege glitt an S. vorüber, ohne ihn zu vertiefen oder zu größerem Schwunge anzuregen. Die Reise ins Schlaraffenland, ein Fastnachtsmärchen, war die Frucht, welche S. in den Tagen der nationalen Erhebung zeitigte.“  Von der deutschen Literaturwissenschaft wird er als Vielschreiber und Trivialautor betrachtet. Abgesehen vom Gespensterbuch sind seine Werke heute weitgehend vergessen.
Schulze selbst sah seine schriftstellerischen Qualitäten äußerst bescheiden:

„Wenn ich einen Blick auf meine Schriften werfe, drängt sich ein Seufzer unwillkürlich nach. Nur allzugut fühle ich, daß meine Feder durch einen überraschenden Einfall, durch eine hübsche Situation oder Wendung, die vor mir aufschwebte, sich zuweilen zu dem Aufbau eines ganzen Werks verleiten ließ, dem es dann entweder an der hinlänglichen Grundlage fehlte, die alles Nachbessern nicht zu ersetzen vermochte, oder das unvermerkt in dieselben Ideen sich verwickelt fand, die ich schon früher […] zur Ausführung gebracht hatte. Und das, meine ich, ist einer meiner Hauptfehler, das und die oft nicht genügend durchgeführte Ausarbeitung und Abgrenzung der verschiedenen Charaktere, welche Jean Paul mir in einem Briefe mit Recht zum Vorwurfe machte, der auch in dem Rathe, daß ich mir zur Schriftstellerei mehr Zeit als Papier nehmen sollte, dem Nagel wohl auf den Kopf getroffen.“

## Werke (Auswahl)
Zu seinen bekannteren Werken gehören:
- Die grauen Brüder oder der Bund der Schrecklichen. Erfurt 1795.
- Meine Todsünden und einige andre von minderm Belange. Ein Roman in drey Büchern. Arnold und Pinther, Pirna 1799, Digitalisat.
- Das Geisterregiment. Kein Roman, keine wahre Geschichte, am wenigsten eine Allegorie. Von Jeremias nicht dem Propheten, sondern dem Farcenschreiber. Jena 1799, Digitalisat.
- Der Mann auf Freiers Füßen. Roman. Freiberg 1800, Digitalisat.
- Der Mädchenhofmeister, oder das Buchzeichen. Ein Seitenstück zu dem Manne auf Freiers Füßen. Freiberg 1800, Digitalisat.
- Das Hochzeitgeschenk. Ein Lustspiel in fünf Aufzügen. Pirna 1802.
- Rudolf van der Linden. 3 Bde. Freiberg 1802.
- Reise-Scenen und Abentheuer zu Wasser und zu Lande. Leipzig 1804 f., Digitalisat.
- Lustspiele. Dresden 1807.
- Schloß Riesenstein. 2 Bde. Leipzig 1807.
- Seifenblasen. Tübingen 1809, Digitalisat.
- Die seltsame Ehe. Ein Roman. Leipzig 1809 (Fortsetzung von Schloß Riesenstein).
- Die Fehdeburg. 2 Bde. Leipzig 1810 f.
- mit August Apel (Bde. 1–6) und Friedrich de La Motte Fouqué (Bd. 7): Gespensterbuch. 7 Bde. Leipzig 1810–1817.
- mit Friedrich Kind und Gustav Schilling: Das Gespenst. Arnoldische Buchhandlung, Dresden 1814, Digitalisat
- Die Reise in's Schlaraffenland. Fastnachtsmährchen. Leipzig 1816.
- Des Fürsten Geliebte. Eine Geschichte. Frankfurt a. M. 1823.
- Gedichte. Leipzig 1824, Digitalisat.
- Auswanderung, Schicksale und Heimkehr. 2 Bde. Leipzig 1829.
- Memoiren. 3 Bde. Bunzlau 1837.
- Gesammelte Schriften. 6 Bde. Mit einer Vorrede von Ludwig Tieck. Stuttgart 1843, Bd. 1, 2, 3, 4, 5, 6.